# 根室支庁
根室支庁（ねむろしちょう）は、かつて北海道に存在した支庁のひとつ。支庁名は根室国に由来する。支庁所在地は根室市。2010年（平成22年）4月1日、根室振興局に改組。
本支庁に含まれる歯舞諸島・色丹島・国後島・択捉島の領有権に関する詳細は北方領土の項目を参照。

## 歴史
藩政時代や支庁制施行よりも前の歴史については、「根室国」、「千島国」をそれぞれ参照。
1871年（明治4年）5月設置の「根室出張開拓支庁」(翌1872年（明治5年）9月「根室支庁」に改称)、および1886年（明治19年）1月26日根室県廃止により同区域を管轄するべく北海道庁に置かれた「根室支庁」が先だって存在するが、これは本項の根室支庁とは別物である。
- 1897年（明治30年）11月5日 - 支庁制度が導入され、根室支庁が成立する。
  - 千島国が根室支庁と紗那支庁に分けられた背景は、1879年（明治12年）の郡区編成での郡役所管轄範囲を引き継いだことによる。
- 1900年（明治33年）7月1日 - 一級町村制施行により、管内最初の町である根室町が成立する。
- 1903年（明治36年）12月22日 - 紗那支庁を編入合併する[1]。
- 1923年（大正12年）4月1日 - 二級町村施行により、支庁内に行政権を持つ9村（別海村、標津村、植別村、泊村、留夜別村、斜古丹村、紗那村、留別村、蘂取村）が成立する。
- 1945年（昭和20年）8月18日 - 管内の占守郡にソ連軍が上陸し、占守島の戦い勃発。以降、庁内郡村にソ連軍が相次いで侵攻する。
- 1948年（昭和23年）10月20日 - 地方自治法の施行に基づき支庁は都道府県が条例で任意に設置する総合出先機関となり、北海道支庁設置条例（昭和23年9月27日条例第44号）が施行される（条例で野付郡、標津郡、目梨郡、国後郡、色丹郡、択捉郡、紗那郡、蘂取郡、得撫郡、新知郡、占守郡を所轄区域とする。ただし、国後郡、色丹郡、択捉郡、紗那郡、蘂取郡、得撫郡、新知郡及び占守郡については当分の間これを適用しないと規定されていた。）[2]。
- 1957年（昭和32年）8月1日 - 庁内最初の市である、根室市が成立する[3]。
- 1962年（昭和37年）1月17日 - 根室支庁庁舎落成[4]。
- 2008年（平成20年）6月28日 - 北海道議会において、14支庁を9地域に再編し、名称を支庁から地域振興局に改める旨の条例案が可決する。
  - 「根室支庁は釧路支庁に編入される（根室地域振興局は道東総合振興局の下に置く）」という内容であった。
- 2009年（平成21年）3月31日 - 編入対象となった5支庁所属市町村の反発を受け、北海道議会で条例の改正案が可決する。
  - 振興局と総合振興局を同等（地方自治法上の支庁）とし、「広域で所管することが望ましい業務」は所掌担当を拡大する。
  - 特に反発が強い根室には、「北方領土返還運動に関する事務」を本庁から根室振興局へ全面的に移すことなどを道が提案される。
- 2010年（平成22年）4月1日 - 根室支庁が廃止され、根室振興局が発足する。

## 地理

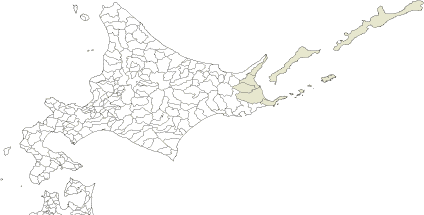
道内における根室支庁の位置

北海道の最東端に位置し、根室海峡、太平洋に接する。
- 北部は知床半島、南部は根室半島が東に向かって伸びる
- 北部は知床連峰が知床半島に向かって東西に連なり、オホーツク総合振興局（旧網走支庁）との境界をなす
- 中部は根釧台地と呼ばれる丘陵が広がり、大酪農地帯となっている
- 南部は平坦な地形

### 都市雇用圏（10% 通勤圏）の変遷
以下は、根室振興局管内における都市雇用圏（10% 通勤圏、中心都市の DID 人口が1万人以上）の変遷である。一般的な都市圏の定義については都市圏を参照のこと。
- 10% 通勤圏に入っていない自治体は、各統計年の欄で灰色かつ「-」で示す。

| 自治体 ('80) | 1980年                  | 1990年                | 1995年                  | 2000年                | 2005年                  | 2010年                | 自治体 （現在） |
| ------------ | ----------------------- | --------------------- | ----------------------- | --------------------- | ----------------------- | --------------------- | --------------- |
| 根室市       | 根室 都市圏 4万2880人   | 根室 都市圏 3万6912人 | 根室 都市圏 3万4934人   | 根室 都市圏 3万3150人 | 根室 都市圏 3万1202人   | 根室 都市圏 2万9201人 | 根室市          |
| 別海町       | -                       | -                     | -                       | -                     | -                       | -                     | 別海町          |
| 中標津町     | 中標津 都市圏 2万1187人 | -                     | 中標津 都市圏 2万2326人 | -                     | 中標津 都市圏 2万3792人 | -                     | 中標津町        |
| 標津町       | -                       | -                     | -                       | -                     | -                       | -                     | 標津町          |
| 羅臼町       | -                       | -                     | -                       | -                     | -                       | -                     | 羅臼町          |

## 地域

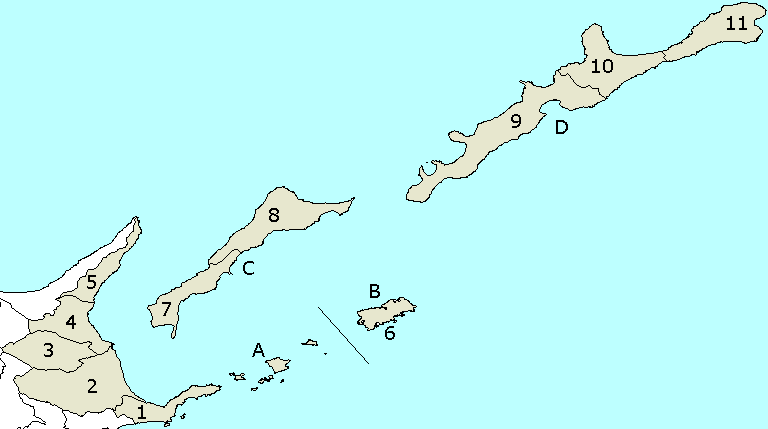
根室支庁の自治体
1.根室市2. 別海町3. 中標津町4. 標津町5. 羅臼町6. 色丹村7. 泊村8. 留夜別村9. 留別村10. 紗那村11. 蘂取村
北方領土：
A.歯舞群島B. 色丹島C. 国後島D. 択捉島

### 根室国
- 根室市
- 野付郡：別海町
- 標津郡：中標津町 - 標津町
- 目梨郡：羅臼町

### 千島国
- 国後郡：泊村 - 留夜別村
- 択捉郡：留別村
- 紗那郡：紗那村
- 蘂取郡：蘂取村
- 色丹郡：色丹村
- 得撫郡
- 新知郡
- 占守郡

根室振興局への改組時点で、根室市の一部（旧歯舞村のうち歯舞群島）、色丹郡、国後郡、択捉郡、紗那郡、蘂取郡、得撫郡、新知郡、占守郡はロシア連邦が占領・実効支配。なお、得撫郡・新知郡・占守郡は改組後の根室振興局の所管区域に含まれていない。